# Hans Siemsen

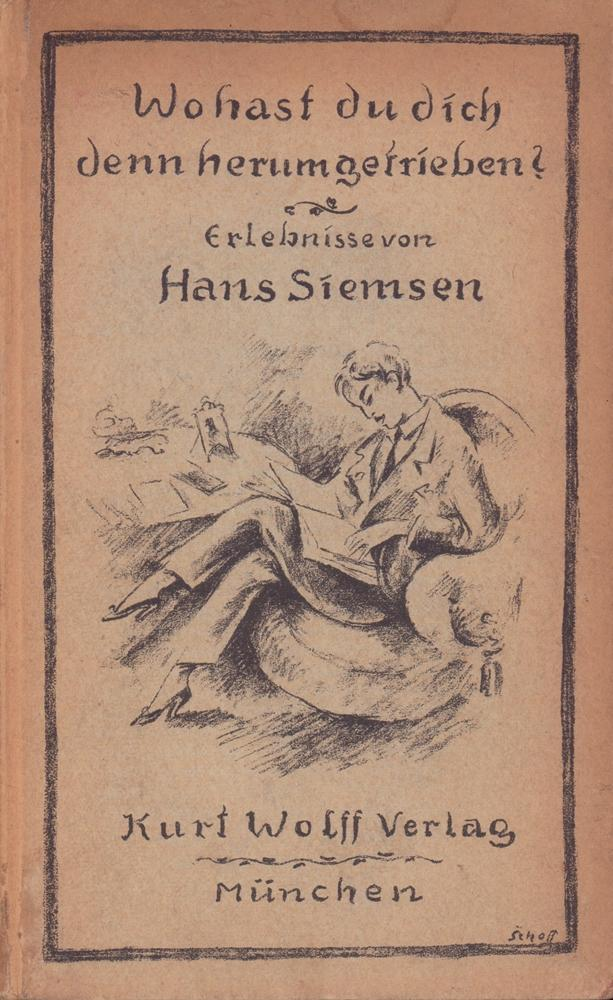
Hans Siemsen – Wo hast du dich denn herumgetrieben ? (1920)

Hans Siemsen (Pseudonym: Pfarrer Silesius, * 27. März 1891 in Mark, Kreis Hamm, Westfalen; † 23. Juni 1969 in Essen, Rheinland) war ein deutscher Journalist und Schriftsteller.

## Leben
Hans Siemsen wuchs in einer evangelischen Pfarrersfamilie auf mit den Geschwistern Paula (1880–1965; seit 1911 verheiratet mit dem Mediziner und Autor Karl Eskuchen), Anna (1882–1951; Pädagogin, Politikerin, Autorin), August (1884–1958; Pädagoge, Politiker, Journalist, Publizist) und Karl (1887–1968; Jurist, Politiker). 1901 zog die Familie nach Osnabrück. Nachdem er eine Lehre als Buchhändler absolviert hatte, begann Hans Siemsen 1912 in München Kunstgeschichte zu studieren. 1913 ging er nach Paris, wo er in den Künstlerkreisen des «Café du Dôme» verkehrte. Ab 1914 veröffentlichte er Beiträge in der Zeitschrift Die Aktion, und ab 1915 gehörte er der Redaktion der Zeitschrift Zeit-Echo an. Im Herbst 1916 wurde er zum Militärdienst einberufen. 1917 nahm er an Kämpfen an der Westfront teil; er wurde verschüttet und verbrachte längere Zeit in einem Lazarett. In der Endphase des Ersten Weltkrieges entwickelte sich Siemsen zum Sozialisten und Anhänger der Russischen Revolution. Er unterzeichnete – zusammen mit Ludwig Bäumer, Albert Ehrenstein, Julius Talbot Keller, Karl Otten, Franz Pfemfert, Heinrich Schaefer, Carl Zuckmayer – den am 16. November 1918 in der Aktion veröffentlichten Aufruf der Antinationalen Sozialisten-Partei (A.S.P.) zur sozialistischen Weltrevolution.
Ab 1919 lebte Siemsen als freier Schriftsteller in Berlin. Er wurde Mitarbeiter der Weltbühne und leistete vor allem auf dem Gebiet der Filmkritik Pionierarbeit. Während der 1920er Jahre war er im Kunsthandel tätig und pflegte Kontakte zu zahlreichen Künstlern der Weimarer Republik. Siemsen war außer für die Weltbühne auch für weitere Berliner Zeitungen und das satirische Blatt Uhu tätig. 1927 veröffentlichte er in der Weltbühne eine Polemik zum Film Metropolis von Fritz Lang, was eine Kontroverse unter Filmkritikern zur Folge hatte. 1930 unternahm er eine sechswöchige Reise als Reporter durch die Sowjetunion; ab 1931 war er Mitglied der von ihm mitbegründeten linksoppositionellen Partei SAPD. Nach der nationalsozialistischen Machtergreifung im Jahre 1933 entging er durch einen Zufall der Verhaftung. Er hielt sich weiter in Berlin auf und ging erst 1934 ins Exil nach Paris.
Während der folgenden Jahre im Pariser Exil arbeitete er unter anderem für den kommunistischen Verleger Willi Münzenberg. 1935 gab er anonym von Frankreich aus den im Berliner Rowohlt Verlag erscheinenden Nachlass seines Freundes Joachim Ringelnatz heraus. Ab 1936 schrieb er Beiträge für die deutschsprachige Pariser Tageszeitung; 1937 wurde er auf einer Tagung linker Exilautoren in den Vorstand des Schutzverbandes Deutscher Schriftsteller gewählt. Nach dem Beginn des Zweiten Weltkriegs stellte er den Antrag auf ein Visum zwecks Einreise in die Vereinigten Staaten von Amerika. Er wurde jedoch kurz darauf im französischen Lager Colombes interniert. 1940 gelang es ihm, der Internierung zu entkommen, unterzutauchen und nach Sanary-sur-Mer zu fliehen. 1941 hielt er sich in Marseille auf. Erneute Bemühungen um ein Visum für die USA waren inzwischen durch die Mithilfe der von Hubertus Prinz zu Löwenstein gegründeten American Guild for German Cultural Freedom erfolgreich gewesen, so dass Siemsen über Portugal in die USA gelangte.
In Amerika arbeitete Siemsen erneut als Journalist für Presse und Rundfunk. Persönliche Probleme wie seine Alkoholsucht und die ständige Geldnot, von denen bereits das französische Exil geprägt gewesen war, nahmen immer mehr überhand. Siemsen lebte in ausgesprochen ärmlichen Verhältnissen, fühlte sich isoliert und vereinsamte zunehmend. Ab 1946 hatte er den dringenden Wunsch, nach Europa zurückzukehren, dessen Erfüllung sich jedoch durch Schwierigkeiten bei der Ausstellung von Pass und Visum verzögerte. 1948 gelangte er schließlich nach Frankreich, und ab 1949 lebte er wieder in Deutschland, anfangs bei seinem Bruder Karl Siemsen in Düsseldorf. Hans Siemsen war nicht mehr in der Lage, schriftstellerisch zu arbeiten, und galt inzwischen als Pflegefall. Er starb in einem Pflegeheim der Arbeiterwohlfahrt in Essen. Siemsen wurde neben Eltern und Geschwistern auf dem Hasefriedhof in Osnabrück beigesetzt, wo eine Gedenktafel an ihn erinnert.

## Literarisches Wirken
Das Werk von Siemsen umfasst Film- und Kunstkritiken, politische Essays, erzählerische Werke und Gedichte. Wie kaum ein anderer seriöser deutscher Autor in der ersten Hälfte des 20. Jahrhunderts ist Siemsen bis heute für seine Feier der Schönheit von Knaben und jungen Männern in lyrischen und essayistischen Skizzen und Erzählungen bekannt geblieben, wie sie viele seiner Werke bestimmt. 
Nach seinem Erstlingswerk Auch ich, auch du (1919) schrieb Siemsen 1920 sein zweites Buch Wo hast du dich denn herumgetrieben? Darin verbindet er persönliche Erfahrungen aus dem Ersten Weltkrieg mit Reisebeschreibungen und Autobiografischem. Der Buchtitel gibt ein Zitat seines Vaters wieder, das er auf die Stationen seines Lebens überträgt. An seinem Inhalt gemessen wirkt das Cover des Buches kontextlos, das einen jungen Mann in Anzug und Krawatte mit Stöckelschuhen zeigt. Das Buch, das eine depressive Stimmung vermittelt, enthält zwei Beschreibungen über ein repressives Umfeld und nicht gelebte Homosexualität.
Seine 1924 im Querschnitt-Verlag Frankfurt erschienenen erotisch-zarten „Jungensgeschichten“ unter dem Titel Tigerschiff wurden von Renee Sintenis illustriert. Ihre zarten und zurückhaltenden Zeichnungen auf dem Cover und im Innenteil geben die homoerotische Stimmung der Texte im Spannungsfeld von Freundschaft und Erotik anschaulich wieder. Siemsens Sprache besticht in diesem Werk durch eine knappe, sehr präzise Darstellung des Geschehens; kein Wort ist zu viel. Während er mit diesem und anderen Prosastücken auf gehobenem Niveau unterhalten wollte, war ihm in seinem 1927 erschienenen Buch Verbotene Liebe daran gelegen, seinen sozialkritischen Standpunkt zu verdeutlichen. Die hier veröffentlichten Briefe schrieb Siemsen einem jungen Schweizer Maler zu, der in Deutschland lebte, im März 1921 verhaftet und wegen Vergehens gegen den § 175 des Strafgesetzbuchs angeklagt wurde. Er erhängte sich in seiner Zelle und hinterließ ein Konvolut an Briefen, das auf Umwegen in Siemsens Besitz gelangte. In einem Nachwort zu diesem Buch, das bekennerhafte Züge trägt, beschreibt Siemsen lebendig die homosexuelle subkulturelle Kneipenszene Berlins zu Zeiten der Weimarer Republik mit den hier verkehrenden Strichjungen und ihren Freiern: „Es wird wohl ein bisschen gekokst, ein paar sind mal besoffen, es gibt einen Zoff, ein verliebtes Paar ist zärtlich miteinander - aber im allgemeinen geht es ungemein anständig und ehrbar zu. Dafür sorgt schon der Wirt, der ja mit der Polizei auf gutem Fuße steht und ihr gegenüber dafür verantwortlich ist, dass alles in anständigen Grenzen vor sich geht. Ein schwules Lokal, das der Polizei nicht bekannt wäre, ein Lokal ohne Polizeiaufsicht, gibt es in ganz Berlin nicht“.
Seine homosexuelle Orientierung beeinflusste sein Werk auf vielfältige Weise. Als Journalist engagierte er sich für die Abschaffung des § 175 des deutschen Strafgesetzbuches, der homosexuelle Handlungen zwischen Männern unter Strafe stellte. Er sah in diesem Paragrafen eine verlogene, ungesunde und schmutzige gesamtgesellschaftliche Moral dokumentiert und verurteilte jegliche Einmischung staatlicher Institutionen in das Liebesleben der Menschen als anmaßend, unmoralisch und unverschämt. Aufgrund dieser latent homosexuellen Schriften, aber auch wegen seiner politischen Stellungnahmen (zum Beispiel gegen die Todesstrafe) musste er Hitler-Deutschland verlassen. Während er in den Zwanzigerjahren vor allem wegen seiner brillanten journalistischen Arbeiten bekannt und geschätzt war, bedeuteten die Exiljahre für ihn einen steilen persönlichen wie literarischen Abstieg, so dass er bereits vor seinem endgültigen Verstummen nach 1945 weitgehend in Vergessenheit geraten war. 
Im Exil schrieb er den Roman Die Geschichte des Hitlerjungen Adolf Goers, der zu unterschiedlichen Einschätzungen über Siemsens Bekenntnis zur Homosexualität führte. Während Verleger Michael Föster (Vorwort in Schriften, Band 1, 1986) den Roman als „antifaschistische Kampfschrift“ würdigte, resümierte Armin Nolzen: „Siemsens Roman ist von der Annahme durchzogen, dass die Hitlerjugend ein Hort der Homosexualität gewesen sei, ja, unterschwellig wird der Nationalsozialismus in toto als Bewegung Homosexueller denunziert. Deshalb hat man Siemsen, der selbst homosexuell war, bisweilen ‚schwulen Selbsthass‘ nachgesagt.“
Der Verleger Michael Föster sammelte und bearbeitete umfangreiches Text-, Foto- und Tonmaterial und gab in den 1980er Jahren drei Bände mit Siemsens Schriften heraus. Nach Fösters Tod wurden die Materialien an das Schwule Museum in Berlin weitergereicht.
1995 erarbeitete eine Gruppe schwuler Männer aus Osnabrück (langjährige Heimatstadt Siemsens) die erste und bislang einzige Ausstellung („Hans war gut!“) über das Leben und Werk Siemsens, um die Erinnerung an diesen Autor wachzuhalten.

## Werke (Auswahl)
- Auch ich, auch du. Leipzig 1919
- Wo hast du dich denn herumgetrieben? Erlebnisse. Wolff Verlag, München 1920.
- Die Geschichte meines Bruders. Erzählung. Deutsche Verlagsanstalt, Stuttgart [u. a.] 1923
- Das Tigerschiff. Jungensgeschichten. Zehn Radierungen von Renee Sintenis, Querschnitt-Verlag, Frankfurt am Main 1923.
- Charlie Chaplin. Leipzig 1924
- Paul ist gut. Stuttgart 1926
- Verbotene Liebe. Berlin 1927
- Rußland, ja und nein. Berlin 1931
- Die Geschichte des Hitlerjungen Adolf Goers. Düsseldorf 1947; Erstausgabe in englischer Sprache: Hitlers Youth, London 1940
- Schriften. Essen
  1. Verbotene Liebe und andere Geschichten. 1986
  2. Kritik – Aufsatz – Polemik. 1988
  3. Briefe von und an Hans Siemsen. 1988
- Hans-Siemsen-Lesebuch. Zusammengestellt und mit einem Nachwort versehen von Dieter Sudhoff. Köln 2003[8]
- Nein! Langsam! Langsam! Gesammelte Erlebnisse, Feuilletons. Hrsg. und mit einem Nachwort versehen von Dieter Sudhoff. Berlin 2008

## Herausgeberschaft
- Rudolf Levy: Die Lieder des alten Morelli, Düsseldorf [u. a.] 1922